# Violet Paget

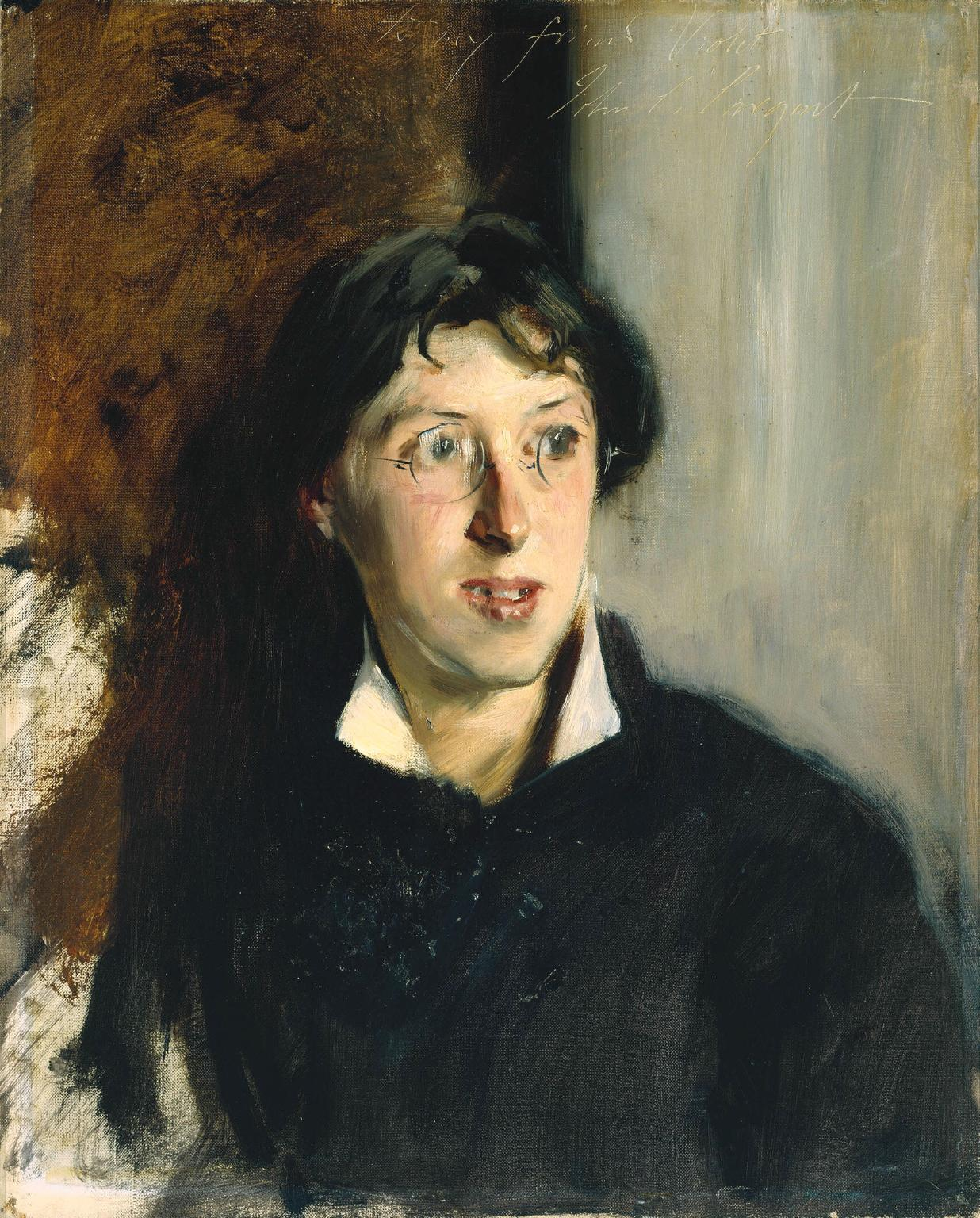
Violet Paget, Porträt ihres Jugendfreundes John Singer Sargent, 1881

Violet Paget, besser bekannt unter ihrem Pseudonym Vernon Lee (* 14. Oktober 1856 in Boulogne-sur-Mer; † 13. Februar 1935 in San Gervasio Bresciano) war eine britische Schriftstellerin und Essayistin, die heute überwiegend wegen ihrer fantastischen Literatur bekannt ist. Paget gehört zu den frühen Bewunderern von Walter Pater, geprägt von seinem Einfluss schrieb sie außerdem zahlreiche Essays über Kunst, Musik und Reisen.
Zu den langjährigen Freunden von Violet Paget gehörten der Maler John Singer Sargent und seine Schwester Emily Sargent, die Paget seit ihrer Kindheit kannte. Pagets Briefverkehr mit den Geschwistern ist eine wesentliche Quelle für das Leben Sargents.

## Leben
Violet Pagets Eltern waren Henry Ferguson Paget und Matilda Lee-Hamilton, geborene Abadam. Matilda Lee-Hamilton hatte sich nach dem Tod ihres ersten Ehemanns, der kurz nach der Geburt ihres Sohnes starb, in Frankreich niedergelassen und heiratete dort den Hauslehrer ihres Sohnes, Henry Ferguson Paget. Rund ein Jahr nach der Eheschließung kam Violet Paget im französischen Boulogne zur Welt.
Obwohl Paget überwiegend für eine in Großbritannien lebende Leserschaft schrieb und zahlreiche Male London besuchte, verbrachte sie den größten Teil ihres Lebens in Kontinentaleuropa, vor allem in Italien: Sie lebte von 1889 bis zu ihrem Tod in San Gervasio Bresciano im Jahre 1935 überwiegend in der Nähe von Florenz. Lediglich während des Ersten Weltkrieges verließ sie für längere Zeit diesen Wohnort. Ihre umfangreiche Bibliothek hinterließ sie dem Britischen Institut in Florenz, wo diese Sammlung bis heute aufbewahrt wird.  Zu ihren engen Freunden zählte der Maler Telemaco Signorini und der Kunstkritiker Mario Praz. Zu ihren engeren Bekannten zählten neben den Geschwistern Sargent auch der US-amerikanische Schriftsteller Henry James sowie die Schriftstellerin Irene Forbes-Mosse. Homoerotische Beziehungen verbanden sie mit Mary Robinson (Agnes Mary Frances Duclaux), Kit Anstruther-Thomson und der britischen Schriftstellerin Amy Levy.
Einen kompakten Einblick in Pagets Leben und Werk bietet der Beitrag von Helga Kaschl zu Frauen in Virginia Woolfs Hogarth Press.

## Veröffentlichungen
- Studies of the Eighteenth Century in Italy (1880)
- Ottilie: An Eighteenth Century Idyl (1883)
- The Prince of the Hundred Soups: A Puppet Show in Narrative (1883)
- Belcaro, Being Essays on Sundry Aesthetical Questions (1883)
- The Countess of Albany (1884)
- Miss Brown (1884), Roman
- Euphorion: Being Studies of the Antique and the Mediaeval in the Renaissance (1884)
- Baldwin: Being Dialogues on Views and Aspirations (1886)
- A Phantom Lover: A Fantastic Story (1886), Novelle
- Juvenilia, Being a second series of essays on sundry aesthetical questions (1887)
- Hauntings. Fantastic Stories (1890)
- Vanitas: Polite Stories (1892)
- Althea: Dialogues on Aspirations & Duties (1894)
- Renaissance Fancies And Studies Being A Sequel To Euphorion (1895)
- Art and Life (1896)
- Limbo and Other Essays (1897)
- Genius Loci (1899), Reiseliteratur
- The Child In The Vatican (1900)
- In Umbria: A Study of Artistic Personality (1901)
- Chapelmaster Kreisler A Study of Musical Romanticists (1901)
- Penelope Brandling: A Tale of the Welsh Coast in the Eighteenth Century (1903)
- The Legend of Madame Krasinska (1903)
- Ariadne in Mantua: a Romance in Five Acts (1903)
- Hortus Vitae: Essays on the Gardening of life (1904)
- Pope Jacynth – And Other Fantastic Tales (1904)
- The Enchanted Woods (1905), Essays
- The Handling of Words and Other Studies in Literary Psychology (1906)
- Sister Benvenuta and the Christ Child, an eighteenth-century legend (1906)
- The Spirit of Rome (1906)
- Ravenna and Her Ghosts (1907)
- The Sentimental Traveller . Notes on Places (1908)
- Gospels of Anarchy & Other Contemporary Studies (1908)
- Laurus Nobili: Chapters on Art and Life (1909)
- In Praise of Old Gardens (1912)
- Vital Lies: Studies of Some Varieties of Recent Obscurantism (1912).
- The Beautiful. An Introduction to Psychological Aesthetics (1913)
- The Tower of the Mirrors and Other Essays on the Spirit of Places (1914)
- Louis Norbert. A Twofold Romance (1914), Roman
- The Ballet of the Nations. A Present-Day Morality (1915), mit Zeichnungen von Maxwell Armfield
- Satan the Waster: A Philosophic War Trilogy (1920)
- Proteus or The Future Of Intelligence (1925)
- The Golden Keys (1925), Essays
- The Poet's Eye (Hogarth Press, 1926)
- For Maurice. Five Unlikely Stories (1927)
- Music and its Lovers (1932)
- Snake Lady and Other Stories (1954)
- Supernatural Tales (1955)
- The Virgin of the Seven Daggers – And Other Chilling Tales of Mystery and Imagination (1962)

## Deutschsprachige Ausgaben
- Genius Loci (Ins Deutsche übertragen von Irene Forbes-Mosse). Eugen Diederichs, Jena und Leipzig 1905.
- Ariadne in Mantua. Fünf romantische Szenen. Autorisierte Übertragung aus dem Englischen von Else Schulhoff. Berlin, S.Fischer Verlag 1909.
- Amour dure. Unheimliche Erzählungen. DuMont Buchverlag Köln 1990, ISBN 3-7701-2568-1.
- Unsere Liebe Frau der Sieben Dolche/ The Virgin of the Seven Daggers. Calambac Verlag, Saarbrücken 2017, zweisprachige Ausgabe: Deutsch/Englisch, ISBN  978-3-943117-92-9.
- Irene Forbes-Mosse: Alte Wege gehn. Novellen, Phantasien, Poesie. Mit Hinweisen auf Vernon Lee. Berlin 2022, ISBN 978-3-945980-61-3. pdf
- Über die moderne Art des Reisens. Essays. Limbus Verlag, Innsbruck - Wien 2023, ISBN 978-3-99039-233-1.

## Einzelbelege
1. ↑  Everett Franklin Bleiler: Supernatural Fiction Writers: Fantasy and Horror. New York: Scribner’s, 1985; ISBN 0-684-17808-7, S. 329–336
2. ↑   Stanley Olson: John Singer Sargent - His Portrait. MacMillan, London 1986, ISBN 0-333-29167-0, S. 13.
3. ↑  "Vernon Lee" Dialogue Talk.
4. ↑  The Anglo-German Correspondence of Vernon Lee and Irene Forbes-Mosse during World War I; Edited by Herward Sieberg and Christa Zorn. With a Foreword by Phyllis Mannocchi.Lewiston/Lampeter : Edwin Mellen Press, 2014
5. ↑  Mark Vernon: You have to be kind to be cruel. New Statesman, 6. September 2010, archiviert vom Original am 23. Juni 2021; abgerufen am 2. Oktober 2023.
6. ↑  "Vernon Lee" Vernon Lee.

| Personendaten    | Personendaten                             |
| ---------------- | ----------------------------------------- |
| NAME             | Paget, Violet                             |
| ALTERNATIVNAMEN  | Lee, Vernon (Pseudonym)                   |
| KURZBESCHREIBUNG | britische Schriftstellerin und Essayistin |
| GEBURTSDATUM     | 14. Oktober 1856                          |
| GEBURTSORT       | Boulogne-sur-Mer                          |
| STERBEDATUM      | 13. Februar 1935                          |
| STERBEORT        | San Gervasio Bresciano                    |